# Glenea simalurica
Glenea simalurica är en skalbaggsart som beskrevs av Aurivillius 1924. Glenea simalurica ingår i släktet Glenea och familjen långhorningar. Inga underarter finns listade i Catalogue of Life.